# Усадьба Н. А. Щорса
Усадьба Н. А. Щорса — памятник истории местного значения в Сновске. Сейчас в здании размещается Сновский исторический музей.

## История
Решением исполкома Черниговского областного совета народных депутатов от 31.05.1971 № 286 комплексу усадьбы присвоен статус памятник истории местного значения с охранным № 2062 под названием Усадьба Н. А. Щорса. Комплекс включает памятник истории Мемориальный дом Н. А. Щорса с охранным № 2063 и памятник монументального искусства Памятник Н. А. Щорсу с охранным № 2073. На здании установлена информационная доска.

## Описание
Дом построен в конце 19 века. Одноэтажный, 2-оконный главный фасад, деревянный (из круглого дерева) на кирпичном фундаменте, ошалёван, прямоугольный в плане дом с четырёхскатной крышей, площадью 65,5 м² со входом слева. Имеет 5 комнат. Окна с сандриками и ставнями. У входа крыльцо.
В доме родился и провёл детские и юношеские годы участник Гражданской войны, командир украинских красногвардейских повстанческих формирований Николай Александрович Щорс. В 1935 году Решением исполкома Черниговского областного совета народных депутатов был основан мемориальный музей Н. А. Щорса, открытый для посетителей 20.08.1939 года. В доме воспроизведена обстановка, которая была при жизни Николая Александровича: собраны личные вещи, документы, фото. Музея описывает деятельность Н. А. Щорса в деле подготовки красных командиров. Экспозиция завершается разделами про смерть начальника дивизии в бою под Коростенем и увековечивания его памяти. В 1961 году рядом с мемориальным музеем возведён новый дом, где разместился военно-исторический отдел музея.
В 1954 году во дворе усадьбы рядом с домом установлен памятник Н. А. Щорсу — бетонный бюст на гранитной постаменте (2,3х2,1х2,1 м), высота 2,9. На передней плоскости постамента надпись «Н. А. Щорс 1895—1919 гг.». Скульптор — Г. П. Гутман.
В 1939 году на торце дома установлена мемориальная доска Н. А. Щорсу (мрамор, 0,6х0,7 м).